# Giovanni Trapattoni
Giovanni Trapattoni (Cusano Milanino, 17 de março de 1939) é um ex-técnico e ex-futebolista italiano.

## Carreira

### Como jogador
Trapattoni foi um jogador italiano internacional que jogava à esquerda, normalmente à frente da defesa. Depois de terminar a sua actividade como jogador de futebol, continuou como treinador, e faz parte dos desportistas futebolísticos com mais troféus conquistados como jogador e treinador de futebol.
Giovanni Trapattoni fez parte do elenco da Seleção Italiana de Futebol na Copa do Mundo de 1962, no Chile, ele não atuou.

### Como técnico

#### Itália
Giovanni Trapattoni já passou pelos três principais clubes italianos (como jogador ou treinador) – Milan, Juventus, Internazionale -e também foi treinador do Cagliari e da Fiorentina, tal como a própria Seleção Italiana durante a Copa do Mundo de 2002 e a Eurocopa 2004, ambos com resultados desapontadores para os italianos.

#### Benfica
Depois de Marcello Lippi ter sido contratado para o seu lugar de técnico da Seleção Italiana, Trapattoni foi anunciado no dia 15 de julho de 2004 como técnico do Benfica, clube onde esteve uma temporada (2004/05), o suficiente para ganhar um Campeonato Português e ser finalista na Taça de Portugal. Trapattoni, além de conseguir nesta temporada algo que o clube português não conseguia havia mais de uma década (ser campeão), tornou-se também dos poucos treinadores que já conquistaram campeonatos em 3 países diferentes (Itália, Alemanha e Portugal).
Alegando cansaço, Trapattoni não renovou com o Benfica e foi contratado pelo Estugarda aos 67 anos, tendo terminado o contratado que o ligava a este clube, prematuramente, no dia 9 de fevereiro de 2006, devido a resultados insatisfatórios.

#### Últimos anos
Na preparação para a temporada 2006/2007, foi anunciado como diretor de futebol do Red Bull Salzburg, time da primeira divisão austríaca e que havia ficado em segundo lugar no Campeonato Austríaco de Futebol de 2005-06. Seu primeiro trabalho foi anunciar o alemão Lothar Matthäus como técnico da equipe.
Posteriormente ainda viria a ser técnico da Seleção Irlandesa entre 2008 e 2013, sendo este o seu último trabalho.

## Títulos

### Como jogador
Milan
- Campeonato Italiano (2): 1961-62, 1967-68
- Copa da Itália (1): 1966-67
- Liga dos Campeões da UEFA (2): 1962-63 e 1968-69
- Taça dos Clubes Vencedores de Taças: 1967-68

### Como técnico
Juventus
- Campeonato Italiano: (6): 1976-77, 1977-78, 1980-81, 1981-82, 1983-84, 1985-86.
- Copa da Itália: 1977–78 e 1982–83.
- Liga dos Campeões da UEFA: 1984-85
- Copa da UEFA: 1976–77 e 1992–93
- Supercopa da UEFA: 1984
- Copa Europeia/Sul-Americana: 1985

Internazionale
- Campeonato Italiano de Futebol - Série A (1): 1988-89
- Supercopa da Itália (1): 1989
- Copa da UEFA (1): 1990–91

Bayern de Munique
- Bundesliga (1): 1996-97
- DFB-Pokal (1): 1997–98
- Copa da Liga Alemã (1): 1997

Benfica
- Campeonato Português (1): 2004–05

Red Bull Salzburg
- Austrian Bundesliga (1): 2006/07

Seleção da Irlanda
- Copa das Nações (1): 2011

Individual
- Seminatore d'Oro: 1976–77, 1985
- Premio l'Allenatore dei Sogni: 1992
- Panchina d'Oro: 1996–97
- Placa Campeões da Europa: 2006[3]
- 12º Maior Treinador de Todos os Tempos da France Football: 2019[4][5][6]
- 12º Maior Treinador de Todos os Tempos da ESPN: 2013[7]
- 19º Maior Treinador de Todos os Tempos da World Soccer: 2013[8][9]